# Tosevskiana inexpectata
Tosevskiana inexpectata är en skalbaggsart som beskrevs av Pavicevic 1985. Tosevskiana inexpectata ingår i släktet Tosevskiana och familjen Melolonthidae. Inga underarter finns listade i Catalogue of Life.